# Lenguas gumbaynggíricas
Gumbaynggiric es un par de lenguas aborígenes australianas relacionadas, kumbainggar y yaygir.